# Gabriel Pi
Gabriel Pi fou escolà del cor de la capella de música de Sant Esteve d’Olot. Se sap de la seva existència gràcies a una petició, proposada el 17 de març de 1737, que dirigí a la comunitat de preveres, en la qual demanà poder ser considerat com a estudiant d’orgue, atès a la seva situació de pobresa.